# 科拉兹伊
科拉兹伊（Kolazhy），是印度喀拉拉邦Thrissur县的一个城镇。总人口8445（2001年）。

## 人口
该地2001年总人口8445人，其中男性4103人，女性4342人；0—6岁人口838人，其中男434人，女404人；识字率85.08%，其中男性为85.79%，女性为84.41%。